# Ceres (mitologia)
Ceres (Cerera) – w mitologii rzymskiej italska bogini wegetacji i urodzajów; całkowicie utożsamiona z grecką Demeter już w V wieku p.n.e..
Córka Saturna i Ops. Była siostrą i kochanką Jowisza, matką Prozerpiny. Jej pozostałe rodzeństwo to: Junona, Westa, Neptun i Pluton. Jako bóstwo italskie była jedną z najstarszych rdzennie rzymskich bogiń; według tradycji miała swego kapłana już w okresie królewskim.
Ku jej czci w Rzymie na początku V wieku p.n.e. zbudowano u podnóża Awentynu świątynię (najważniejsze jej sanktuarium), poświęconą także boskim małżonkom Liberowi i Liberze. Wzniesiona pierwotnie w stylu etruskim, a po pożarze w 31 roku p.n.e. odnowiona w stylu korynckim; w czasach republiki przechowywano w niej uchwały senatu.
Z pozostałych sanktuariów poświęconych Ceres najbardziej znane znajdowało się w Ostii, zbudowane na planie kolistym, z którego zachowały się znaczne pozostałości.
Dyskusyjne jest, czy poświęcona jej była również dorycka świątynia w Paestum, powstała pod koniec VI wieku p.n.e., a nazywana obecnie jej imieniem.
Kult Ceres był popularny wśród plebejuszy. Jej święto – Cerealia (Ceriales), obchodzono 19 kwietnia. W trakcie uroczystości ofiarowywano bogini pierwociny ze zbiorów zbóż oraz maciorę. Ubierano się w białe szaty, a ubodzy otrzymywali poczęstunek na koszt państwa. Kult Ceres, szerzący się zwłaszcza wśród kobiet, zyskał potem pewne cechy mistyczne.

## W sztuce epok
Starożytnych wyobrażeń bogini zachowało się niewiele; do nielicznych należy zachowane w Museo Nazionale Romano w Termach Dioklecjana (prawdopodobnie z początku naszej ery).
Znacznie częściej przedstawiali ją nowożytni artyści, w malarstwie europejskim m.in. Giorgione, Rafael, Jordaens, Bourdon, Rubens (wielokrotnie), Jan Janssens, Brueghelowie, Jacob Jordaens, Simon Vouet, Antoine-François Callet, Watteau czy Millet.
Posągi jej niekiedy spotykane są w parkach zamkowych i pałacowych z okresu późnego feudalizmu.
Symboliczna postać Cerery pojawia się w groteskach z herbami Polski i Litwy w XVII-wiecznej serii arrasów herbowych, a także na bordiurze Bachus i Cerera z XVIII-wiecznego arrasu flamandzkiego Wejście zwierząt do arki. Figurka Cerery wieńczy m.in. bursztynową szkatułę wykonaną przez Michaela Redlina ok. 1680 r. (Muzeum Zamkowe w Malborku).